# Bahnhof Düsseldorf-Reisholz
Der Bahnhof Düsseldorf-Reisholz liegt etwa 8 Kilometer südlich des Düsseldorfer Hauptbahnhofs im Düsseldorfer Stadtteil Reisholz. Er befindet sich an der Bahnstrecke Köln–Duisburg. Am S-Bahnhof Düsseldorf-Reisholz sind darüber hinaus Haltestellen mehrerer Buslinien.
1899 wurde der Bahnhof eröffnet. Mit dem Bau der S-Bahn 1967/68 wurden die alten Bahnsteiganlagen entfernt und neue Seitenbahnsteige an der S-Bahn-Strecke errichtet.
Am 11. August 1988 wurde das Empfangsgebäude von 1899 mit zwei Nebengebäuden in die Denkmalliste der Stadt in der Kategorie Technische Denkmäler eingetragen.

## Lage
Der Bahnhof liegt in zentraler Lage zwischen den Stadtteilen Düsseldorf-Reisholz, Düsseldorf-Hassels und Düsseldorf-Eller. Er befindet sich in Hochlage und befindet sich oberhalb der Henkelstraße.
Der Haltepunkt der S-Bahn besitzt zwei Seitenbahnsteige mit Zugängen zur Henkelstraße.

## Anlagen
Neben den Haltepunkt der S-Bahn und den östlichen Durchgangsgleisen zweigt südlich des Haltepunktes die dem Güterverkehr dienende Strecke nach Düsseldorf-Derendorf ab, an der der nördlich gelegene, als Bahnhofsteil geführte Güterbahnhof mit mehreren Abstellgleisen liegt. Von diesem führt südlich ein Gleis zum Bahnhofsteil Düsseldorf-Benrath (tief). Nördlich, im Bahnhofsteil Rn, schließt die IDR Bahn GmbH & Co KG an, die mehrere Industriekunden, u. a. Henkel in Düsseldorf-Reisholz bedient.

## Linien
2023 wird der Bahnhof von zwei Linien der S-Bahn Rhein-Ruhr bedient.
| Linie | Linienverlauf | Takt |
| ----- | --- | --- |
| S 6   | Essen Hbf – Essen Süd – E-Stadtwald – E-Hügel – E-Werden – Kettwig – Kettwig Stausee – Hösel – Ratingen Ost – D-Rath – D-Rath Mitte – D-Derendorf – D-Zoo – D-Wehrhahn – Düsseldorf Hbf – D-Volksgarten – D-Oberbilk – D-Eller Süd – D-Reisholz – D-Benrath – D-Garath – D-Hellerhof – Langenfeld-Berghausen – Langenfeld (Rheinland) – Lev.-Rheindorf – Lev.-Küppersteg – Leverkusen Mitte – Lev.-Chempark – K-Stammheim – K-Mülheim – K-Buchforst – K-Messe/Deutz – Köln Hbf – K-Hansaring – K-Nippes (– K-Geldernstr./Parkgürtel – K-Longerich – K-Volkhovener Weg – K-Chorweiler – K-Chorweiler Nord – K-Blumenberg – K-Worringen) Stand: Fahrplanwechsel Dezember 2023 | 20 min (werktags) 30 min (sonn-/feiertags, Essen–Düsseldorf auch samstags) Nippes–Worringen nur werktags 5–20 Uhr und sonn-/feiertags 11–21 Uhr |
| S 68  | W-Vohwinkel – Haan-Gruiten – Hochdahl-Millrath – Hochdahl – Erkrath – D-Gerresheim – D-Flingern – Düsseldorf Hbf – D-Volksgarten – D-Oberbilk – D-Eller Süd – D-Reisholz – D-Benrath – D-Garath – D-Hellerhof – Langenfeld-Berghausen – Langenfeld (Rheinland) Stand: Fahrplanwechsel Dezember 2023 | 20 min (nur zur HVZ) |

An mehreren Haltestellen in Bahnhofsnähe verkehren insgesamt acht Buslinien.
| Linie | Linienverlauf | Takt                                                  |
| ----- | --- | ----------------------------------------------------- |
| M 1   | Stockum, Freiligrathplatz – Falkenweg – Unterrath, Eckenerstraße – D-Unterrath – D-Rath Mitte – Rather Broich – Grafenberg, Staufenplatz – Gerresheim, Torfbruchstraße – D-Gerresheim – Knuppertsbrück – Vennhausen, Siedlung Freiheit – D-Eller – Eller, Vennhauser Allee – Am Schönenkamp – D-Reisholz – Benrath, Forststraße – Urdenbacher Allee – D-Benrath keine weiteren Haltestellen; Mo–Fr 7–21 Uhr alle 20 min |                                                       |
| M 3   | Lörick, Am Seestern – Niederkasseler Kirchweg – Oberkassel, Belsenplatz – Jugendherberge – Landtag/Kniebrücke – Kirchplatz – D-Bilk ← Bilk, Moorenstraße – Universität Mitte – Universität Südost – Münchener Straße – Itter, Friedhof – Holthausen – Niederheider Straße – D-Reisholz keine weiteren Haltestellen; Mo–Fr 7–21 Uhr und Sa 9–21 Uhr alle 20 min |                                                       |
| 727   | Bilk, Südpark – Wersten, Werstener Dorfstraße – IKEA, Haupteingang – Reisholzer Bahnstraße – D-Reisholz Verkehrt nur während der Öffnungszeiten von IKEA, Mo–Fr alle 20 min, Sa alle 30 min; keine weiteren Haltestellen | 20 min                                                |
| 730   | Freiligrathplatz 1 – Falkenweg – Unterrath, Eckenerstraße – D-Unterrath – Unterrath, Kirche – D-Rath Mitte – Rather Broich – Mörsenbroicher Weg – Grafenberg, Staufenplatz – Ostparksiedlung – Gerresheim, Torfbruchstraße – Morper Straße – D-Gerresheim – Knuppertsbrück – Vennhausen, Siedlung Freiheit – D-Eller – Eller, Vennhauser Allee 2 – Hassels, Am Schönenkamp – D-Reisholz – Hassels, Kirche – Forststraße – Urdenbacher Allee – D-Benrath 3 – Koblenzer Straße (Haydnstraße) – Urdenbach, Tübinger Straße – Josef-Kürten-Platz4 Abschnitt 1–3: Mo-Fr 5–21, Sa 9–21 alle 10 min, übrige Zeit alle 15 min; Abschnitt 3–4: Mo-Fr 5–21, Sa 9–21 alle 20 min, übrige Zeit alle 30 min | 10 min (ab Benrath S) 20 min (ab Urdenbach, Südallee) |
| 785   | D-Altstadt, Heinrich-Heine-Allee – Benrather Straße – Steinstraße/Königsallee – Berliner Allee – Bilk, Feuerbachstraße – Uni-Kliniken – Werstener Dorfstraße – ohne Halt über A 46 – Hassels, Am Schönenkamp – D-Reisholz – Hassels, Kirche – Hilden-West, Hülsen – Hilden-Mitte, Fritz-Gressard-Platz – Hilden Süd – Hilden-Süd, Karnaper Straße – Lehmkuhler Weg – Langenfeld-Richrath, Zollhaus – Richrath, Kirche – Winkelsweg – Langenfeld, Rathaus – Langenfeld, Stadtmitte – Berliner Platz – Bahnhofstraße – Langenfeld | 20 (10) min                                           |
| 789   | D-Holthausen, Am Falder – Itter, Friedhof Osteingang– Holthausen – Niederheid – Reisholz, Paul-Thomas-Straße – Reisholz, Pfeiler (D-Reisholz , 200 m) – Benrath, Wimpfener Straße – Benrath, Rathaus – Urdenbacher Allee – D-Benrath – Haydnstraße (Koblenzer Straße) – Sodenstraße – D-Garath , Westseite (Koblenzer Straße) – René-Schickele-Straße – (Hellerhof, Eichsfelder Straße –) D-Hellerhof – Monheim-Baumberg, Stauffenbergstraße – Hegelstraße – Griesstraße – Monheim, Rheinpark – Kirchstraße – Monheim Busbahnhof – Kulturzentrum – Heerweg | 20 min                                                |
| 835   | Niederkassel, Comeniusplatz – Oberkassel, Belsenplatz – Landtag/Kniebrücke – Kirchplatz – Bilk – Universität Süd – Himmelgeist – Itter – Holthausen – Reisholz – In der Steele | 20 min (Nur Mo–Fr)                                    |
| 815   | Lierenfeld – Eller, Vennhauser Allee – Reisholz – Hassels – Benrath – Benrath Betriebshof Nachtverkehr von So/Mo bis Do/Fr; ab Lierenfelder Straße 1:04, 1:38, 3:30 Uhr und ab Betriebshof Benrath 0:34, 1:34 und 2:57 Uhr | 60 min                                                |